# Bertrand Augier de La Tour
Ne doit pas être confondu avec Bertrand de La Tour.
Bertrand Augier de La Tour est un cardinal français né vers 1265 à Camboulit dans l'actuel département du Lot et mort fin 1332-début 1333 à Avignon. Il est membre de l'ordre des franciscains.

## Biographie

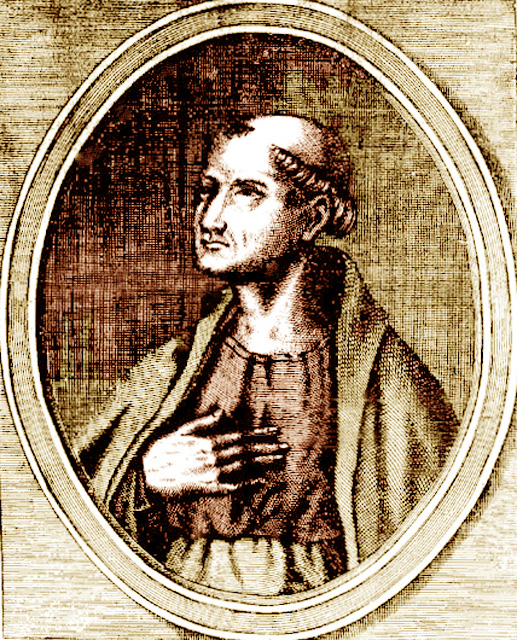
Cardinal Bertrand Augier de La Tour

Bertrand Augier de La Tour est provincial d'Aquitaine et est un opposant du Spirituali. Il est vicaire général de son ordre et inquisiteur en France. Il est élu archevêque de Salerne en 1320 et reçoit plusieurs bénéfices importants du pape en France. 
La Tour est créé cardinal par le pape Jean XXII lors du consistoire du 20 décembre 1320. Dans la polémique sur la pauvreté, il défend la position de son ordre et il est réprimandé par la pape avec la bulle Cum inter nonnullos de 1323. La Tour se soumet au pape.  Après la déposition du ministre général Michel de Césène en 1328, le pape confie le gouvernement de l'ordre au cardinal de La Tour comme vicaire général. La Tour est un orateur et théologien célèbre avec une grand culture.